# ファクトリー・レコード
ファクトリー・レコード（Factory Records）は、イギリスのマンチェスターで1978年に創立されたインディーズ・レコード・レーベルである。マンチェスターの音楽シーンの中心として、マッドチェスター等の様々なムーブメントを巻きおこした。

## 来歴
マンチェスターのテレビ局｢グラナダTV」で音楽番組を持っていたトニー・ウィルソンらによって設立。初期には、マーティン・ハネットがプロデューサーを務め、ピーター・サヴィルがグラフィック・デザインを担当することにより、レーベルとして統一された音とビジュアルを保つことに成功していた。また、音楽のリリースだけでなく、アートワークやその他にもカタログ番号を付すことにより、斬新なイメージを与えていた（例えば、FAC 1はクラブでのイベントのポスターに与えられている）。
1980年には、レーベルの主要アーティストであったジョイ・ディヴィジョンのイアン・カーティスの自殺という衝撃的な事件が起きた。その一方で、ベルギーでクレプスキュール（Les Disques du Crepuscule）と共同でファクトリー・ベネルクス（Factory Benelux）を立ち上げるとともに、アメリカでの配給のためにファクトリーUS（Factory US）が設立された。
1982年5月にはマンチェスターの中心近くにハシエンダ（Hacienda）というナイトクラブをオープンした。このナイトクラブにはカタログ番号FAC 51が与えられた（1997年に閉鎖）。
1983年にはニュー・オーダーのブルー・マンデーが世界的なヒットとなった。ファクトリーはその後も、マッドチェスターのシーンの中心であり続けたが、1992年に破産した。
2002年、映画監督マイケル・ウィンターボトムの手によって、ウィルソンを中心にファクトリーの盛衰を描いた映画『24アワー・パーティー・ピープル』が制作されている（この映画のタイトルはハッピー・マンデーズの同名の楽曲に由来している）。ウィンターボトムはインタビューでトニー・ウィルソンについて、「音楽業界っていうのは普通、レーベルがミュージシャンから搾取するのが当たり前だが、彼の場合全く逆でミュージシャンの要求なら何でも聞き入れ、叶えてやった。その結果、ファクトリーを倒産させ、業界関係者からはマヌケ呼ばわりされているが、逆にミュージシャンからは尊敬されている。彼の魅力ってそういうところなんだ」と語っている。
2007年、立役者のウィルソンが死去。彼の棺にはカタログ番号FAC 501が付された。

## 主な所属アーティスト
- ジョイ・ディヴィジョン (Joy Division)
- ニュー・オーダー (New Order)
- ザ・ドゥルッティ・コラム (The Durutti Column)
- ハッピー・マンデーズ (Happy Mondays)
- オーケストラル・マヌーヴァーズ・イン・ザ・ダーク (Orchestral Manoeuvres in the Dark)
- ア・サーティン・レシオ (A Certain Ratio)

## 音楽作品以外に付せられたカタログ番号の例
概要に記載のものは除く。
- FAC 61 … ハネットがファクトリーに対し起こした訴訟
- FAC 136 … オリジナルセロテープ
- FAC 191 … ハシエンダに居た猫
- FAC 238・241・258・261・283・288・299・309 … オリジナルTシャツ
- FAC 251 … ファクトリー本社社屋
- FAC 383 … ニュー・オーダーの熱狂的ファン集団
- FAC 401 … 映画『24アワー・パーティー・ピープル』
- FAC 424 … 同映画のDVDと本
- FAC 433 … 同映画のウェブサイト
- FAC 461 … ファクトリーの作品集

## 関連文献
- ジェームズ・ナイス『ファクトリー・レコード全史』今井スミ訳

シンコーミュージック・エンタテイメント、2025年